# Pickering (Ontario)
Pickering is een stad in het zuidoosten van de Canadese provincie Ontario, aan de noordoever van het Ontariomeer en zo'n 30 km ten noordoosten van het centrum van Toronto.

## Geschiedenis
Voor de komst van de Europeanen werd de streek al duizenden jaren bewoond door de First Nations. Het eerste gedocumenteerde bezoek aan het gebied staat op naam van de Jezuïtische Franse zendeling M. Fenelon, die in 1669 het Seneca-dorpje Gandatsetiagon aandeed. Dit lag aan de baai die nu Frenchman's Bay genoemd wordt.
In 1813 woonden er 180 mensen. In 1941 werd het zuidoosten van de nederzetting afgesplitst; dit heet nu Ajax.

## Geografie
Het zuiden van de gemeente bestaat grotendeels uit buitenwijken. Het noorden is nog platteland dat gebruikt wordt voor landbouw. Hier bevinden zich dorpjes als Claremont, Brougham en Whitevale en het spookstadje Altona.

## Economie
De industrie is vooral geconcentreerd rond Pickering Nuclear Generating Station, een kerncentrale aan het Ontariomeer die de grootste werkgever is. Verder bevindt zich hier onder meer het Canadese hoofdkantoor van Purdue Pharma.

## Bekende inwoners

### Geboren
- Daniel David Palmer (1845-1913), grondlegger van chiropraxie
- Sarah Slean (1977), singer-songwriter en pianiste
- Tabia Charles (1985), atlete
- Jaime Peters (1987), voetballer
- Brayden Schnur (1995), tennisser
- Shawn Mendes (1998), singer-songwriter en model

### Overleden
- Karl Polanyi (1886-1964), Hongaars econoom